# Hexafluoroplatinato de xenônio
O hexafluoroplatinato de xenônio é o produto da reação do hexafluoreto de platina com o xenônio, em um experimento que comprovou a reatividade química dos gases nobres. Esse experimento foi realizado por Neil Bartlett, da Universidade da Colúmbia Britânica, que formulou o produto como "Xe+[PtF6]−", embora trabalhos subsequentes sugerissem que o produto de Bartlett provavelmente era uma mistura entre sais e que, de fato, esse sal específico não existia.

## Preparação
O "hexafluoroplatinato de xenônio" é preparado a partir de xenônio e hexafluoreto de platina (PtF6) como soluções gasosas no SF6. Os reagentes são combinados sendo aquecidos lentamente até 77 K (para permitir uma reação controlada).

## Estrutura
O material descrito originalmente como "hexafluoroplatinato de xenônio" provavelmente não foi Xe+[PtF6]−. O principal problema com esta formulação é o íon "Xe+", que seria um radical e dimerizaria ou abstrairia um átomo de flúor (F) para formar XeF+. Assim, Bartlett descobriu que o gás nobre (xenônio) sofria reações químicas, mas a natureza e a pureza de seu produto amarelo mostarda inicial foram incertas.. Além disso, o trabalho indica que o produto da Bartlett provavelmente continha [XeF]+[PtF5] −, também [XeF]+[Pt2F11] − e [Xe2F3]+[PTF6] −  A nomenclatura para esse "composto" seria então um sal, constituído por um complexo de fluoreto aniônico octaédrico de platina e vários cátions de xenônio.
Foi proposto que o fluoreto de platina forma uma rede polimérica carregada negativamente com cátions xenônio ou fluoreto de xenônio mantidos em seus interstícios. Uma preparação de "XePtF6" em solução de HF resulta em um sólido que foi caracterizado como uma rede polimérica [PtF5] − associada ao XeF+. Este resultado é uma evidência de uma estrutura polimérica desse tipo de hexafluoroplatinato de xenônio.

## História
Em 1962, Neil Bartlett descobriu que uma mistura de hexafluoreto de platina gasoso e oxigênio formava um sólido vermelho... O sólido vermelho acabou por ser dioxygenyl hexafluoroplatinato, O2+[PtF6]− Bartlett notou que a energia de ionização para O2 (1175 kJ mol −1) estava muito próximo da energia de ionização para Xe (1170 kJ   mol −1). Ele então pediu a seus colegas que lhe dessem xenônio para que ele pudesse experimentar algumas reações, as quais tempo depois ele estabeleceu os produtos como sendo PtF6

Embora, como discutido acima, o produto tenha sido provavelmente uma mistura de vários compostos, o trabalho de Bartlett foi a primeira prova de que os compostos poderiam ser preparados a partir de um gás nobre. Sua descoberta ilustra que a descoberta de novos métodos químicos geralmente leva inicialmente a produtos impuros. Desde a observação de Bartlett, muitos compostos de gás nobre bem definidos, como os de xenônio foram relatados, incluindo XeF2, XeF4 e XeF6.